# Војислав Спасић
Војислав Спасић (Ниш, 1980) је српски тенор и редовни члан српске Академије иновационаих наука.

## Биографија
Рођен је у Нишу, где је завршио нижу музичку школу на одсеку за виолину, после чега је уписао средњу музичку школу у Крагујевцу на одсеку за виолину и соло певање. 1998. године уписује ФМУ у Београду на Катедри за соло певање и дипломира у класи Ред. Проф. Др. Радмиле Бакочевић у чијој је класи и магистрирао на Музичкој академији у Источном Сарајеву 2006. године, просечном оценом 10,00.
Спасић предаје на Универзитету у Крагујевцу, на Филолошко-уметничком факултету Главни предмет соло певање и Методику наставе соло певања. На Филуму је запослен од 2005. године, прво као Асистент приправник, затим као асистент и сада као наставник у звању ванредног професора.  За шефа Катедре за соло певање на Филумy-у изабран је 2014. године,  а 2017. за руководиоца студијског програма.

## Награде и признања
- 1998. године

- Прва награда на такмичењу соло певача „др. Војислав Вучковић“ у Београду

- 2002. године

- Диплома Грчког конзулата за учешће у Грчко-Српској сарадњи у култури, Ниш
- Специјална и друга награда на такмичењу „Дани Јосифа Маринковића“ у Новом Бечеју
- Прва награда на међународном такмичењу соло певача „Никола Цвејић“ у Руми
- Повеља од удружења оболелих од мултипле склерозе, за одрзани велики број хуманитарних концерата.

- 2004. године

- Диплома за велики број јавних наступа намењених у добротворне сврхе

- 2005. године

- Добродарје Српству
- Прва награда на међународном такмичењу „Петар Коњовић“ у Београду

- 2006. године

- Ђурђевдански венац
- Мајсторско писмо

- 2008. године

- Медаља за добродарје СРПСТВУ

- 2010. године

- Орден за Грађанске заслуге у уметности
- Признање за Грађанске заслуге у уметности
- Христодарје – за велики број одржаних добротворних концерата у Србији
- Орден „ КРУНА“ за грађанске заслуге у уметности, за организовање и учествовање у музичком животу Србије, за велики број одржаних хуманитарних концерата, за педагошки рад и популаризацију у домену музичке уметности у земљи и иностранству.

- 2012. године

- Медаља „ ЂУРЂЕВДАНСКИ КРСТ“ за остварене професионалне и педагошке резултате.

- 2013. године

- Орден „ ЗЛАТНА КРУНА“ за грађанске заслуге у уметности, за организовање и учествовање у музичком животу Србије, за велики број одржаних хуманитарних и добротворних концерата, за постигнуте резултате у педагошком раду.
- Признање „СЛОБО ЉУБВЕ“ у знак посвећености и доследности богољубљу и хуманим начелима, за величје културне и духовне нам баштине и родољубље које на равне части у витештво и песништво гледа.

- 2014. године

- Ђурђевдански венац..

- 2019. године

- Орден организације „ РУСКИ МИР “ Москва, додељен у Београду на Свечаној академији одржаној у КО Мадленијанум.
- Прва награда и награда Гранд При , на Интернационалном фестивалу „Гранд При Софија“ у Бугарској .
- Прва награда  Интернационалног фестивала „ Анђеоски глас “ у Београду .

## Јавна предавања
- Мастерклас АСУ Универзитет Аризона (Америка) 19. фебруара 2011. године
- Мастерклас у Црној Гори, Музичка школа у Улцињу, у периоду од 20—26. јула 2012. године.
- Мастерклас у Крушевцу, Музичка школа "Стеван Христић" за ученике и професоре школе 17/18. децембра 2011. године.
- Мастерклас у Пожаревцу, Музичка школа "Стеван Мокрањац" за ученике и професоре школе, 8. децембра 2012. године .
- Мастерклас у Лесковцу у музичкој школи ,, Станислав Бинички ' ' 22. 23. и 2014/12/24 године .
- Мастерклас у музичкој школи у Ужицу 2014. године.

## Друштвена активност
- Од 2004. године - Директор музичке уметности и делатности а од 2013. Председник Културно-историјског центра „Српска круна“
- Од 2007. до 2012. године - Оперативни директор и организатор опере у Крагујевцу
- Од 2007. године - Председник уметничког савета[3] ОКТОХ -а
- Од 2008. до 2012. године - Председник Музичке омладине Крагујевца
- Од 2012. године - Директор музичке радионице
- Од 2013. године - Члан Управног одбора Музичког центра Града Крагујевца
- Од 2017. године - Председник Управног одбора Музичког центра Крагујевац

## Учествовање на музичким манифестацијама
- ЛЕМЕК 1999. године
- „Обзорја на Тиси“ 2002.г; 2003.г; 2004.г; 2005.г; и 2006. године у Новом Бечеју
- Бањалучке летње игре 2002. и 2003. године
- Музичка манифестација „Станислав Бинички“ у Крушевцу 2004. и 2005. године
- „Лето у Синагоги“ 1999. године, Синагога у Новом Саду
- ОКТОХ од 1997—2019. године у Крагујевцу
- „Мајске концертне свечаности“ 1995—2010. године у Крагујевцу
- Дани Теодора Павловића у Новом Бечеју 2003. године.
- Медијана фест 2005. и 2006. године.
- Концертна сезона СКЦ Крагујевац од 2009—2013. године
- Фестивали културно историјског центра “Српска Круна“ од 2001—2013. године.
- Фестивал “Хорови међу фрескама“ од 2000-2001 и од 2009—2011. године.
- Велика концертна сезона Музичке омладине Крагујевца од 2007—2012. године.
- Госпојинске свечаности 2010. године.
- Дани Руске културе у Кучеву 2011. године
- Мокрањчеви дани 2004. године
- Нимус 2013. године у Нишу
- Фестивал ,, Примавера 2018. и 2019. године у Бијељини (БиХ)

## Најзначајнији наступи
- 06.04.1994, Целовечерњи концерт са хором и оркестром, Свечана сала Прве КГ Гимназије.
- 25.02.1998, Солистички концерт, Студио 1 РТВ "Belle Amie" у Нишу.
- 29.06.1999. Целовечерњи наступ, Банска Бистрица (Словачка), Univerzita Mateja Bella.
- 1999. Премијера и више реприза опере „На уранку“ Ст. Биничког, у Народном позоришту Београду, Великој сали Дома културе у Неготину, у Свечаној сали Дома културе у Новом Кнежевцу као и у Позоришту у Бањалуци (БиХ).
- 20.04.2000. Солистички, целовечерњи наступ, Етнографски музеј у Београду.
- 20.06.2000. Солистички наступ, Руски центар за науку и културу (Руски дом) у Београду.
- 16.09.2000. Целовечерњи концерт, Галерија Фресака у Београду.
- 16.12.2001. Солистички целовечерњи концерт, Камерна опера "Мадленианум" у Земуну.
- 21.03.2002. Целовечерњи наступ,  Галерија Српске академије наука и уметности у Београду.
- 25.05.2002. Целовечерњи наступ, Велика сала Дома културе у Новом Бечеју.
- 14.06.2002. Целовечерњи наступ, Велика сала Дома војске у Нишу.
- 26.12.2002. Целовечерњи наступ, Дворана Нишког Симфонијског Оркестра.
- 27.12.2002. Целовечерњи наступ Велика сала Дома војске у Нишу.
- 28.12.2002. Целовечерњи наступ, Хол Скупштине Града Ниша.
- 12.01.2003. Целовечерњи наступ,  Дворана Нишког Симфонијског Оркестра
- 29.05.2003. Целовечерњи наступ, Свечана сала Дома културе у Новом Бечеју.
- 26.07.2003. Солистички концерт,  Дом културе у Новом Бечеју.
- 20.10.2003. Целовечерњи наступ, Галерија Српске академије наука и уметности у Београду.
- 24.12.2003. Целовечерњи наступ, Дворана Нишког Симфонијског Оркестра.
- 12.01.2004. Целовечерњи наступ Свечана сала Прве КГ гимназије
- 28.04.2004. Полуреситал, Велика сала позорушта у Лесковцу.
- 08.06.2004. Целовечерњи наступ, Велика сала Дома културе у Алексинцу.
- 18.09.2004. Целовечерњи наступ, Велика сала Дома културе у Неготину.
- 27.01.2005. Целовечерњи наступ, Галерија Дома културе у Новом Бечеју.
- 01.03.2005. Реситал, Свечана сала КУД "Лола" у Београду.
- 27.07.2005. Солистички наступ, „Дани Станислава Биничког“ Отворена сцена Јасика код Крушевца.
- 05.11.2005. Целовечерњи наступ, Дворана Парк у Аранђеловцу.
- 27.02.2006. Солистички целовечерњи наступ, Свечана сала Прве КГ гимназије.
- 29.05.2006. Целовечерњи наступ, Свечана сала Прве КГ гимназије.
- 31.08.2006. Полуреситал, Отворена сцена Парка Уједињених нација у Нишу.
- 14.10.2006. Солистички наступ, Сава центар у Београду.
- 10.11.2006. Реситал, Галерија Народног музеја у Крагујевцу.
- 27.01.2007. Целовечерњи наступ, Велика сала Дома војске у Нишу.
- 28.04.2007. Солистички целовечерњи наступ, Chiesa Ortodossa Cuore Immacolato di Maria di TERAMO Trieste Italia
- 30.04.2007. Солистички целовечерњи наступ, Chiesa Parrocchiale, Teramo Italia.
- 02.05.2007. Солистички целовечерњи наступ, Catedrale di CONVERSANO, Teramo Italia.
- 03.05.2007. Солистички целовечерњи наступ, Catedrale di BARLETTA, Barletta Italia.
- мај. 2007.  Солистички целовечерњи наступи, Трст, Вићенца, Торино, Рим, Ватикан (катедрала Светог Петра), Алберобело, Бари...  Италија
- мај. 2007.  Солистички целовечерњи наступи: Мевервил, Индијана, Чикаго, Ленсинг, Мичиген, Детроит... Америка
- мај. 2007.  Солистички целовечерњи наступи: Виндзор, Хамилтон, Кичинер, Милтон, Торонто... Канада.
- јуни 2007.  Солистички целовечерњи наступи, Игименица, Крф, Видо у Грчкој.
- 18.05.2007. Солистички наступ, Свечана сала Прве КГ гимназије.
- 24.05.2007. Солистички целовечерњи наступ, Велика сала Дома културе у Новом Бечеју.
- 07.10.2007. Солистички наступ, Саборна црква у Крагујевцу.
- 30.10.2007. Главна улога, Премијера опере „На уранку“ Ст. Биничког. Књажевско српски театар, велика сцена у Крагујевцу.
- 24.04.2008. Солистички концерт, Велика сала Дома војске у Нишу.
- 05.02.2009. Солистички целовечерњи наступ, Свечана сала Епархијског центра у Крагујевцу.
- 05.05.2009. Солистички наступ, Дворана Шумадија у Крагујевцу.
- 30.06.2009. Солистички целовечерњи наступ, Галерија Народног музеја у Београду.
- 26.11.2009. Главна улога и поставка режије опере „На уранку“ Ст. Биничког. Књажевско српски театар, велика сцена у Крагујевцу.
- 29.04.2010. Солистички наступ, Свечана сала  Прве КГ гимназије.
- 22.05.2010. Полуреситал, Свечана сала центар за културу и спорт „Шумице“ у Београду.
- 07.06.2010. Целовечерњи солистички наступ, Велика сала Коларца у Београду.
- 08.06.2010. Солистички целовечерњи наступ, СКЦ у Крагујевцу.
- 16.06.2010. Полуреситал, Свечана сала  Прве КГ гимназије.
- 28.08.2010. Солистички наступ, Свечана сала Епархијског центра у Крагујевцу.
- 29.11.2010. Солистички целовечерњи наступ, Хол Друге КГ гимназије.
- 23.12.2010. Солистички целовечерњи наступ, Свечана сала Министарства за Дијаспору у Београду.
- 26.12.2010. Реситал, Свечана сала Прве КГ гимназије.
- 30.12.2010. Солистички целовечерњи наступ, Хол Друге КГ гимназије.
- 20.02.2011 Главна улога (Светска премијера прве Српске опере „На уранку“ Ст. Биничког) Катзин хал, Аризона стате универзитy, Феникс-Аризона, САД (Америка).
- 15.04.2011. Солистички целовечерњи наступ, Отворена сцена у центру града Крагујевца.
- 04.05.2011. Солистички целовечерњи наступ, Хол Спомен музеја 21. октобар у Крагујевцу.
- 14.05.2011. Солистички целовечерњи наступ, Центар за културу "Вељко Дугошевић" Кучево.
- 27.12.2011. Солистички наступ, Велика сала Дома културе у Чачку.
- 10.05.2012. Солистички наступ, Велика сала Београдске Филхармоније.
- 13.05.2012. Солистички наступ, Велика сала Дома културе, Бијељина Босна и Херцеговина.
- 14.05.2012. Солистички наступ, Велика сала Дома културе у Чачку.
- 31.05.2012. Целовечерњи концерт са својом класом (Праyнер конзерваторијум Wiena) Велика сала Дома културе у Неготину.
- 10.06.2012. Солистички наступ, Летња позорница Чачанске гимназије.
- 10.08.2012. Солистички целовечерњи наступ, Летња позорница Народног музеја у Чачку.
- 11.08.2012. Солистички целовечерњи наступ, Свечана сала Дома културе у Обреновцу.
- 06.02.2013. Целовечерњи наступ, Свечана сала музичке радионице "Вокал Маестро" у Чачку.
- 15.02.2013. Полуреситал, Свечана сала Прве КГ гимназије.
- 2013. Премијера и више реприза опере „Слепи миш“ Ј. Штрауса у Народном позоришту у Нишу са Главном улогом Ајзенштајна.[4]
- 2017. и 2018. Солистички концерти, Москва (Русија).